# Заміна (річка)
47°13′31″ пн. ш. 9°37′37″ сх. д. / 47.22528° пн. ш. 9.62694° сх. д.
Заміна (нім. Samina) — річка Ліхтенштейну та Австрії. Довжина 17 км, витік знаходиться на висоті 2300 метрів над рівнем моря на схилах гірського пасма Ратікон (Rätikon). Впадає в річку Ілль на висоті 450 метра над рівнем моря.
Беручи свої початки з джерел гір Ратікону на півдні комуни Трізен вона стає повноцінною річкою в комуні Трізенберг річка поповнюється численними гірськими потоками південного та східного Ліхтенштейну розриває хребет Ратікон з його північно-східної сторони й вливається в долину річки Ілль, уже на теренах Австрії. Річка Заміна входить до числа річок Рейнського водного басейну, оскільки річка Ілль є притокою річки Рейн.
Річка Заміна має площу басейну 71 km², що сягає тритени усієї площі країни і є другою за довжиною річкою Ліхтенштейну. Тече 12 км територією Ліхтенштейну й 5 км австрійськими теренами. Протікає через такі населені пункти: Фрастанц, Амерлюген (усі Австрія), Трізенберг, Заміна, Зюка, Штег (усі Ліхтенштейн).
Це є швидкоплинна альпійська річка, водні ресурси якої використовуються задля рекреаційно-побутових проблем мешканців тих місцин. Вода з річки використовується як питна (після очистки) для більшості населених пунктів країни. Окрім того, в кількох ділянках на річці проводяться туристичні рафтинги, а в часі весняних паводків — це місцини «паломництва» європейських екстремалів. Ученими та урядовцями опрацьовувалися варіанти використання річки задля погашення енергетичних потреб князівства — побудови каскаду гідроелектростанцій та гребль (перепад висот з 1600 до 600 метрів на такій короткій ділянці — 10 км), але через туристичне лобі в країні цим планам не судилося стати.